# Gallinula comeri
La gallinella di Gough (Gallinula comeri (J. A. Allen, 1892)) è un uccello della famiglia dei Rallidi endemico dell'isola di Gough.

## Etimologia
L'epiteto specifico è un omaggio all'esploratore statunitense George Comer (1858 – 1937), a cui si deve la scoperta di questa specie.

## Descrizione
È rallide di media taglia, incapace di volare, che raggiunge lunghezze di 25 cm e un peso di circa 500 g.
Il piumaggio della testa e del collo è nero, nero-brunastro sulla maggior parte del dorso, con sfumature verde-oliva in alcuni esemplari; sulle superficie inferiore delle ali sono presenti delle parti biancastre. La testa presenta uno scudo frontale, che si estende sulla radice del becco, di colore rosso scarlatto; la punta del becco è giallo brillante. Le zampe e i piedi sono gialli con macchie rosse.

## Biologia

### Voce
Ha una voce metallica e rumorosa. Il richiamo è descritto come un "koo-ik", duro, staccato, acuto, udibile a grande distanza.

### Alimentazione
È una specie onnivora che si nutre principalmente di materia vegetale e di piccoli invertebrati, ma anche di carogne di altri uccelli e di piccoli roditori.

### Riproduzione
La stagione riproduttiva va da settembre a marzo, con un picco tra ottobre e dicembre. La femmina depone da due a cinque uova per ogni covata, all'interno di un nido di erba intrecciata, dotato di un tunnel d'ingresso.

## Distribuzione e habitat
Gallinula comeri è una specie endemica di Gough, un'isola del sud dell'oceano Atlantico, ubicata circa 350 km a sud-est dell'arcipelago Tristan da Cunha. Negli anni '50 la specie è stata introdotta dall'uomo sull'isola di Tristan da Cunha ove si è naturalizzata.
Popola le zone paludose e vicino ai corsi d'acqua, essendo comune nelle foreste di felci.

## Tassonomia
Questo uccello in passato era inquadrato come sottospecie della gallinella di Tristan da Cunha (G. nesiotis comeri) ed è stato successivamente elevato al rango di specie a sé stante.

## Conservazione
Per la ristrettezza del suo areale la IUCN Red List classifica Gallinula comeri come specie vulnerabile.
L'areale della popolazione dell'isola di Gough, pressoché disabitata e classificata come Riserva naturale integrale e Patrimonio dell'Umanità, è interamente protetto mentre per le popolazioni introdotte su Tristan da Cunha non esistono specifiche misure di protezione.